# Mirta Wons
Mirta Judith Wons (Buenos Aires, 12 de marzo de 1965)es una actriz argentina de cine, teatro y televisión.

## Biografía
Sus abuelos eran polacos judíos que huyeron de la Polonia invadida por nazis. Tras la guerra a su abuela paterna se le comunicó que su familia había perecido en el Gueto de Varsovia.
Cursó jardín de infantes, primaria y secundaria en institutos judíos.
Al terminar la escuela secundaria estudió para maestra jardinera y trabajó dos años con niños de kinder. Mientras tanto, había comenzado a estudiar teatro. Empezó cursos de teatro con Hugo Midón, después varios años con Ricardo Bartís, tres años más al estudio de teatro de Ricardo Pashkus.
Estudió actuación muchos años siempre trabajando en otros rubros: Fue secretaria de escuela, cuidadora de niños, vendió bisutería en el barrio Once. Hizo cursos de danzas, comedia musical, acrobacia y canto con Carlos Gianni. Trabajó en teatro vendiendo casetes y CD después de funciones.

## Carrera
Mientras trabajaba en el Ministerio de Acción Social de la provincia de Buenos Aires empezó a recibir propuestas para hacer comerciales de televisión. Con dos compañeras escribieron y ensayaron espectáculo que finalmente estrenaron en 1996 en una pequeña sala de la calle Corrientes. 
En 1997 con 32 años realizó audición y entró en elenco de Stan y Oliver, de Hugo Midón donde hizo el papel de la madre de Stan. 
En televisión comenzó haciendo de mucama en telenovela Alas, poder y pasión.Participó en Cantando por un sueño. Su pareja de canto fue Fernando Costábile y un soñador joven llamado Diego Bustos que necesitaba silla de ruedas.Participó en el programa Transformaciones. De hecho, con varios tratamientos bajó 40 kg.

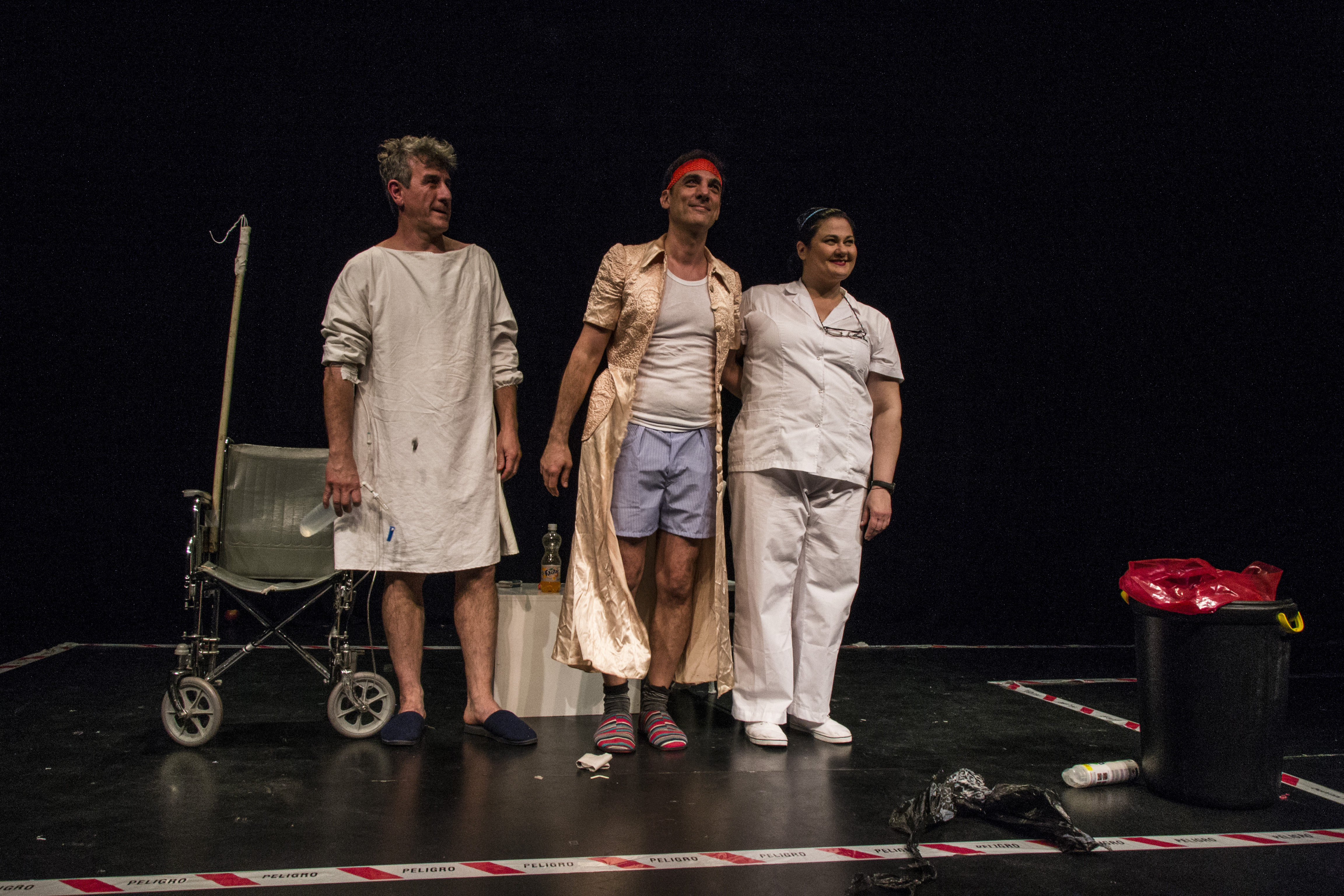
Gabo Correa, Fabio Aste y Mirta Wons en Sala de espera, estrenada en el año 2014.

Para mí, operarme fue un regalo del cielo. Si bien yo hice el proceso inverso ―es decir, primero me operé y luego hice dieta―, me sirvió porque antes no había podido cuidarme. Con la operación había perdido nueve kilos. Con mi hermana ―que es nutricionista― bajé diez kilos más, que después subí porque me confié. Y eso era peligroso porque no podía subir y bajar de peso, tenía una cicatriz. Uno no puede operarse sin tomar la decisión de bajar de peso, es riesgoso.
Mirta Wons

Cuando bajé mucho de peso, pasé delante de una obra de construcción y me gritaron una guarangada de esas... ¡y yo hacía años que no escuchaba eso! Volví y le dije: «Te reagradezco».
Mirta Wons

## Cine
| Año  | Título                          | Personaje                       |
| ---- | ------------------------------- | ------------------------------- |
| 1999 | El amateur                      | Japobesa                        |
| 2001 | Tres esposas                    | María Ausilia.                  |
| 2003 | Vivir intentando                | Nicola                          |
| 2006 | El boquete                      | Yolly                           |
| 2008 | Gigantes de Valdés              | Jimena "Pirosca" Pérez Valiente |
| 2009 | Il richiamo                     | Jefa de empresa avícola         |
| 2009 | Lucky Luke                      | Señora Flimsey                  |
| 2010 | Rompecabezas                    | Graciela                        |
| 2010 | Plumíferos, aventuras voladoras | Libia (voz)                     |
| 2017 | Pendeja, payasa y gorda         | Natalia López                   |
| 2018 | Atrevidas                       | Beba                            |
| 2019 | Todo por el ascenso             | Elsa                            |
| 2023 | Los justos                      | Luisina                         |

## Cortometrajes y mediometrajes
| Año  | Título             | Personaje |
| ---- | ------------------ | --------- |
| 2016 | La reina del baile | Olivia    |
| 2019 | La grieta          | La chola  |
| 2019 | Sala de Profesores | Graciela  |

## Teatro[9]
- 1997 - 1998: Stan y Oliver (de Hugo Midón) como la madre de Stan.
- 1997: Nine como la felliniana prostituta Saraghina.
- 1999: Largo viaje de un día hacia la noche (de Eugene O’Neill) con Norma Aleandro, Alfredo Alcón, Fernán Mirás y Oscar Ferrigno.[10]
- 2002: Luna gitana con Roly Serrano y Silvina Bosco en el Teatro del Nudo.
- 2005: Rita, la Salvaje con Lidia Catalano, Martín Slipak, Emilio Bardi, Héctor Malamud y Esteban Meloni en Teatro Maipo y en Teatro El Círculo.
- 2006: Rosa Fontana Coiffeur escrita por Roberto Fontanarrosa, dirigida por Lía Jelín. Con Patricia Echegoyen, Zulma Faiad, María José Gabin y Marta Paccamici en el Teatro Broadway.
- 2007: El show de las divorciadas.
- 2009: Confesiones de mujeres de 30.
- 2011: La novicia rebelde (musical) en el Teatro Ópera.
- 2011: Mujeres y botellas junto a Carolina Papaleo y Millie Stegman en el Teatro Tabarís (Buenos Aires).
- 2011: Yo y mi Singer (actriz y coautora de la obra junto a Erika Halvorsen); dirigida por Carlos Kaspar en el Teatro Nito Artaza.[11]
- 2014: Priscilla, la reina del desierto (musical), dirigida por Valeria Ambrosio. Teatro Lola.Membrives. personaje :Shirley
- 2018/.2019 Siddharta. Dirección general Flavio Mendoza. Teatro Broadway Buenos Aires y  Teatro Luxor, Carlos Paz.
- Julio Cesar, adaptación de Jose.Maria Muscario. Teatro del Plata, complejo Teatral San Martin. Obra seleccionada para abrir el 68.º Festival Internacional.de.Teatro Clásico de.Mérida, España
- 2023/ 2024/2025 Perdidamente, de José Maria Muscari y Mariela.Asensio. Dirección Jose Maria Muscari. Producción general Carlos.Rotenberg.  Multiteatro CABA, gira Nacional, temporada 2023/24 Mar del Plata.

## Televisión[12]

### Telenovelas y Series
| Año         | Título                                    | Personaje                          | Notas                                            |
| ----------- | ----------------------------------------- | ---------------------------------- | ------------------------------------------------ |
| 1998        | Alas, poder y pasión                      | Marta                              | Recurrente                                       |
| 1999        | Trillizos, dijo la partera                | Sabrina Mastronardi                | Elenco secundario                                |
| 1999        | Cabecita                                  | China                              | Recurrente                                       |
| 2000        | Tiempo final                              | Silvina                            | Episodio: «El cásting»                           |
| 2001        | El sodero de mi vida                      | Titi                               | Elenco secundario                                |
| 2002        | Un aplauso para el asador                 | María González                     | Elenco secundario                                |
| 2002-2003   | Son amores                                | Zully                              | Participación especial                           |
| 2003        | Rebelde Way                               | Mónica "Michi" Talamonti           | Recurrente. (temporada 2)                        |
| 2003        | Malandras                                 | Mimi de Bertolotti                 | Elenco principal                                 |
| 2003        | Soy gitano                                | Betina                             | Participación especial                           |
| 2004        | Floricienta                               | Beba Torres-Oviedo/Titina (Piloto) | Elenco principal. (temporada 1)                  |
| 2005        | Amor en custodia                          | Nora Vilcapugio                    | Elenco secundario                                |
| 2006        | El tiempo no para                         | Edith                              | Recurrente                                       |
| 2006        | Casados con hijos                         | Shangrila                          | Episodio: «Los Argento y el retiro involuntario» |
| 2008        | Vidas robadas                             | Fiscal Marianela Urquiza           | Participación especial                           |
| 2008        | B&B                                       | Cristina López                     | Participación especial                           |
| 2009        | Acompañantes                              | Felicitas                          | Episodio 4                                       |
| 2009        | Impostores                                | Cristina                           | Participación especial                           |
| 2011        | Un año para recordar                      | Clienta                            | Participación especial                           |
| 2012        | Disparos en la biblioteca                 | Narradora                          | Voz principal                                    |
| 2012 - 2013 | Dulce amor                                | Irina                              | Participación especial                           |
| 2012 - 2015 | Violetta                                  | Olga Patricia Peña                 | Elenco secundario. (Temporadas 1 - 3)            |
| 2014        | Angie e le ricette di Violetta            | Olga Patricia Peña                 | Cameo                                            |
| 2016        | Soy Luna                                  | Olga Patricia Peña                 | Cameo                                            |
| 2017-2018   | Las Estrellas                             | Norma                              | Participación especial                           |
| 2018-2020   | Si solo si                                | Raquel                             | Elenco secundario. (temporada 2 - 3)             |
| 2021        | Algo habrán hecho: la historia imborrable | Directora Angélica Monteri         | Recurrente                                       |

### Programas de TV
| Año  | Programa              | Rol          | Notas         |
| ---- | --------------------- | ------------ | ------------- |
| 2004 | No hay 2 sin 3        | Humorista    |               |
| 2006 | Cantando por un sueño | Participante | 4.ª eliminada |
| 2016 | Polémica en el bar    | Humorista    |               |

## Internet
| Año  | Título    | Personaje |
| ---- | --------- | --------- |
| 2011 | Conexion  | Alicia    |
| 2019 | Hecatombe | Varios    |

## Premios[11]
- 1997 - 1998: Premios ACE como «revelación femenina» por su actuación en Nine.
- 1998: nominada a premios Trinidad Guevara como «revelación femenina» por su actuación en Nine.
- 1999: Premios Cóndor de Plata como «revelación femenina» por la película El amateur.
- 2017: Premio Podestá a Trayectoria Honorable. Otorgado por Asociación Argentina de Actores y Actrices y Senado de la Nación.